# Amaranthus torreyi
Amaranthus torreyi är en amarantväxtart som först beskrevs av Asa Gray, och fick sitt nu gällande namn av George Bentham och Sereno Watson. Amaranthus torreyi ingår i släktet amaranter, och familjen amarantväxter. Inga underarter finns listade i Catalogue of Life.